# يانا كراوزه
يانا كراوس (بالألمانية: Jana Krause) مواليد 10 يونيو 1987 في ميونخ، هي لاعبة كرة يد ألمانية تلعب كحارس مرمى. مثلت منتخب ألمانيا لكرة اليد للسيدات.

## سجل المنافسة
شاركت في البطولات التالية:
- بطولة العالم لكرة اليد للسيدات 2013

## الإنجازات
- الدوري الألماني لكرة اليد للسيدات:
  - الفوز: 2007، 2008
- كأس التحدي الأوروبية لكرة اليد للسيدات:
  - الفوز: 2010

## روابط خارجية
- يانا كراوس على موقع الاتحاد الأوروبي لكرة اليد (الإنجليزية)